# Sciobia barbara
Sciobia barbara är en insektsart som först beskrevs av Henri Saussure 1877.  Sciobia barbara ingår i släktet Sciobia och familjen syrsor. Inga underarter finns listade i Catalogue of Life.